# Emmanuel Agyemang-Badu
Pour les articles homonymes, voir Agyemang.
Emmanuel Agyemang-Badu, né le 17 décembre 1990 à Berekum au Ghana, est un footballeur professionnel international  ghanéen évoluant au poste de milieu défensif.

## Biographie

### Début de carrière
Badu commence sa carrière au Berlin F.C. Brong Ahafo, club de Berekum, avant de signer au Berekum Arsenal. Il sera annoncé dans le onze type du championnat du Ghana de football le 21 mai 2007.

### Berekum Arsenal & Recreativo de Huelva
Le 11 juillet 2008, il quitte Berekum Arsenal, pour un contrat d'un an en prêt avec Asante Kotoko.
Badu aura des approches en Angleterre au Middlesbrough en août 2008 et chez les Wolves trois mois plus tard,,.
Le 16 avril 2009, il signe un contrat de six mois avec le club espagnol du Recreativo de Huelva, en prêt du Berlin FC,, pour environ 30 000 €. Son contrat sera dissous en septembre 2009 et il retournera à l'Asante Kotoko.

### Udinese
En novembre 2009, BBC et Sky Sports annoncent que le club italien de Serie A de l'Udinese le feront signer en janvier 2010,. Le 28 janvier, Udinese Calcio annonce officiellement son transfert sur son site. Il sera sur sa première fiche de match contre l'AC Milan le 12 février, mais ne jouera pas. Après plusieurs situations identiques, il entrera enfin à la place de Paolo Sammarco le 28 mars 2010 contre la Fiorentina, où Udinese perdra 1-4. Il marque son premier but sous les couleurs de l'Udinese le 14 août 2012 face à au Chievo Verone (score final 2-2).

### Bursaspor
En août 2017, Badu est prêté au club turc du Bursaspor pour une saison.

### Carrière internationale
Agyemang-Badu jouera tout d'abord avec le Ghana chez les -20 ans, -23 ans et ensuite chez les seniors. Le 22 mai 2008 sera sa première sélection. Mais il effectuera son premier match le 8 juin 2008 contre le Lesotho. Badu jouera également pendant la Coupe d'Afrique des nations junior 2009 en Côte d'Ivoire et pendant la Coupe du monde de football des moins de 20 ans 2009 en Égypte. Badu inscrira le penalty en or le 16 octobre 2009 en finale contre le Brésil qui les sacreront champions du monde junior, la première pour un pays d'Afrique.le 1er février 2012,lors d'un match Ghana vs Guinée pour la CAN 2012 il fusille le gardien guinéen d'une frappe avant la surface. Ce but sera élu Prix Puskás de la FIFA. Il est appelé par son sélectionneur James Kwesi Appiah pour disputer la Coupe du monde 2014 au Brésil et la CAN 2015 au Maroc.

## Palmarès

### En club
- Asante Kotoko
  - Championnat du Ghana
    - Finaliste : 2009.

### En sélections nationales
| - Ghana - 20 ans - Coupe d'Afrique des nations junior - Vainqueur : 2009. - Coupe du monde de football des moins de 20 ans - Vainqueur : 2009. |  | - Ghana - Coupe d'Afrique des nations - Finaliste : 2010. |

## Statistiques
| Saison                | Club                        | Championnat           | Championnat | Championnat | Coupe(s) nationale(s) | Coupe(s) nationale(s) | Compétition(s) continentale(s) | Compétition(s) continentale(s) | Compétition(s) continentale(s) | Sélection           | Sélection | Sélection | Total | Total |
| Saison                | Club                        | Division              | M.          | B.          | M.                    | B.                    | Comp.                          | M.                             | B.                             | Équipe              | M.        | B.        | M.    | B.    |
| 2007-2008             | Berekum Arsenal             | 1                     | 17          | 8           | -                     | -                     | -                              | -                              | -                              | Ghana               | 2         | 0         | 19    | 8     |
| 2008-2009             | Asante Kotoko (prêt)        | 1                     | 18          | 2           | -                     | -                     | -                              | -                              | -                              | Ghana               | 1         | 0         | 19    | 2     |
| 2008-2009             | Recreativo de Huelva (prêt) | 1                     | -           | -           | -                     | -                     | -                              | -                              | -                              | Ghana               | 1         | 0         | 1     | 0     |
| 2009-2010             | Asante Kotoko (prêt)        | 1                     | -           | -           | -                     | -                     | -                              | -                              | -                              | Ghana Ghana -20 ans | 6 7       | 0         | 13    | 0     |
| 2009-2010             | Udinese Calcio              | 1                     | 5           | 0           | -                     | -                     | -                              | -                              | -                              | Ghana               | 3         | 0         | 8     | 0     |
| 2010-2011             | Udinese Calcio              | 1                     | 8           | 0           | 3                     | 0                     | -                              | -                              | -                              | Ghana               | 9         | 1         | 20    | 1     |
| 2011-2012             | Udinese Calcio              | 1                     | 10          | 0           | -                     | -                     | C1+C3                          | 2+6                            | 0+0                            | Ghana               | 11        | 3         | 29    | 3     |
| 2012-2013             | Udinese Calcio              | 1                     | 25          | 0           | -                     | -                     | C1+C3                          | 2+5                            | 0+0                            | Ghana               | 10        | 3         | 42    | 3     |
| 2013-2014             | Udinese Calcio              | 1                     | 29          | 5           | 3                     | 0                     | -                              | -                              | -                              | Ghana               | 8         | 0         | 40    | 5     |
| 2014-2015             | Udinese Calcio              | 1                     | 27          | 1           | -                     | -                     | -                              | -                              | -                              | Ghana               | 12        | 4         | 39    | 5     |
| 2015-2016             | Udinese Calcio              | 1                     | 31          | 4           | 1                     | 0                     | -                              | -                              | -                              | Ghana               | 5         | 0         | 37    | 4     |
| Total sur la carrière | Total sur la carrière       | Total sur la carrière | 170         | 20          | 7                     | 0                     | -                              | 15                             | 0                              | -                   | 75        | 11        | 267   | 31    |

### Buts internationaux
| Buts internationaux d'Emmanuel Agyemang-Badu | Buts internationaux d'Emmanuel Agyemang-Badu | Buts internationaux d'Emmanuel Agyemang-Badu                | Buts internationaux d'Emmanuel Agyemang-Badu | Buts internationaux d'Emmanuel Agyemang-Badu | Buts internationaux d'Emmanuel Agyemang-Badu | Buts internationaux d'Emmanuel Agyemang-Badu | Buts internationaux d'Emmanuel Agyemang-Badu |
|                                              | Date                                         | Lieu                                                        | Adversaire                                   | Score                                        | Résultat                                     | Compétition                                  |                                              |
| -------------------------------------------- | -------------------------------------------- | ----------------------------------------------------------- | -------------------------------------------- | -------------------------------------------- | -------------------------------------------- | -------------------------------------------- | -------------------------------------------- |
| 1.                                           | 3 juin 2011                                  | Baba Yara Stadium, Kumasi, Ghana                            | Congo                                        | 3-1                                          | 3-1                                          | Qualifications CAN 2012                      |                                              |
| 2.                                           | 2 septembre 2011                             | Ohene Djan Stadium, Accra, Ghana                            | Eswatini                                     | 2-0                                          | 2-0                                          | Qualifications CAN 2012                      |                                              |
| 3.                                           | 15 novembre 2011                             | Stade des Diablots, Saint-Leu-la-Forêt, France              | Gabon                                        | 1-0                                          | 2-1                                          | Match amical                                 |                                              |
| 4.                                           | 1er février 2012                             | Stade Rénovation, Franceville, Gabon                        | Guinée                                       | 1-0                                          | 1-1                                          | CAN 2012                                     |                                              |
| 5.                                           | 10 janvier 2013                              | Stade Al-Nahyan, Abou Dabi, Émirats arabes unis             | Gabon                                        | 1-0                                          | 3-0                                          | Match amical                                 |                                              |
| 6.                                           | 20 janvier 2013                              | Stade de Nelson Mandela Bay, Port Elizabeth, Afrique du Sud | RD Congo                                     | 1-0                                          | 2-2                                          | CAN 2013                                     |                                              |
| 7.                                           | 10 septembre 2014                            | Stade de Kégué, Lomé, Togo                                  | Togo                                         | 1-2                                          | 2-3                                          | Qualifications CAN 2015                      |                                              |
| 8.                                           | 15 octobre 2014                              | Tamale Stadium, Tamale, Ghana                               | Guinée                                       | 3-1                                          | 3-1                                          | Qualifications CAN 2015                      |                                              |
| 9.                                           | 19 novembre 2014                             | Baba Yara Stadium, Kumasi, Ghana                            | Togo                                         | 3-1                                          | 3-1                                          | Qualifications CAN 2015                      |                                              |
| 10.                                          | 31 mars 2015                                 | Stade Charléty, Paris, France                               | Mali                                         | 1-0                                          | 1-1                                          | Match amical                                 |                                              |

## Vie personnelle
Son frère Nana Agyemang-Badu joue actuellement dans le club de l'Asante Kotoko.